# 992

## Esdeveniments
- Boleslaus I esdevé Duc de Polònia.
- L'emperador romà d'Orient, Basili II Bulgaròcton, i el dux de Venècia, Pere Orsèol II, signen un tractat que concedeix privilegis comercials als venecians a canvi de transportar soldats romans al sud d'Itàlia.[1]

## Naixements
- Guido d'Arezzo, creador de la notació musical moderna (algunes fonts donen com a any de naixement el 991).

## Necrològiques
- 30 de setembre - la Seu d'Urgell (l'Alt Urgell): Borrell II, comte de Barcelona, Girona, Osona i Urgell (n. circa 934).